# Advenella alkanexedens
Advenella alkanexedens es una especie de bacteria gramnegativa del género Advenella. Fue descrita en el año 2016. Su etimología hace referencia a alimentación de alcanos. Es aerobia e inmóvil. Tiene un tamaño de 0,6-0,8 μm de diámetro, con forma de coco. Catalasa y oxidasa positivas. Forma colonias circulares, lisas, de color amarillo-marrón claro y con márgenes regulares en agar NA y TSA tras 36 horas de incubación. Temperatura de crecimiento entre 4-52 °C, óptima de 30-35 °C. Tiene un contenido de G+C de 51,2%. Tiene capacidad de degradar hexadecanos, con lo que tiene potencial para su uso en biorremediación. Se ha aislado de una muestra de lodo de biogás enriquecido con diésel en China. 